# Rose Hudson-Wilkin

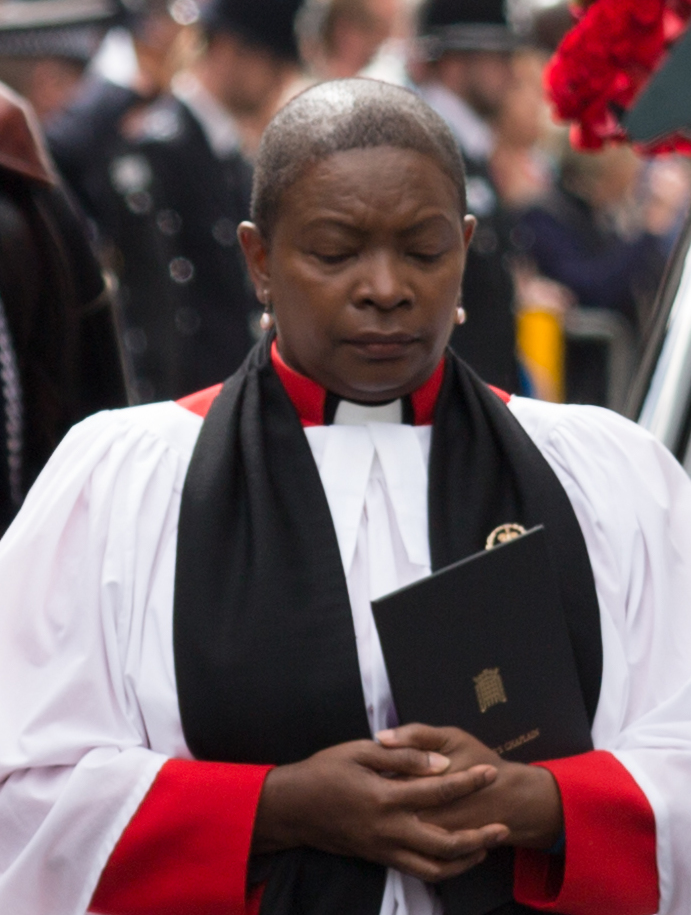
Rose Hudson-Wilkin bei der Beisetzung von Keith Palmer

Rose Hudson-Wilkin (* 19. Januar 1961 in Montego Bay, Jamaika) ist eine Geistliche der anglikanischen Kirche. Sie diente lange als Kaplanin des Sprechers des britischen Unterhauses. 2019 wurde sie zur ersten schwarzen Bischöfin der Church of England erhoben.

## Leben
Rose Hudson-Wilkin wurde auf Jamaika geboren. Ihre Mutter zog kurz nach ihrer Geburt nach Großbritannien und Rose Hudson-Wilkin wuchs bei ihrem Vater und einer Tante in Montego Bay auf. 1982 zog sie ebenfalls nach England, um das Church Army College zu besuchen. Hier lernte sie ihren späteren Ehemann kennen. 1994 wurde sie zur Priesterin geweiht. Dies war das erste Jahr, dass Priesterinnen in der Church of England geweiht wurden.
Ihre erste Stelle hatte sie ab 1995 als curate in West Bromwich. 1998 wurde sie Pfarrerin (vicar) an zwei Gemeinden im London Borough of Hackney. 2008 wurde sie nebenamtlich Kaplanin der Königin von England und 2010 zur Kaplanin des Sprechers des Unterhauses. 2014 wechselte sie an die Kirche St Mary-at-Hill in der City of London.
Im Juni 2019 wurde durch den Erzbischof von Canterbury Justin Welby bekanntgegeben, dass sie als Nachfolgerin von Trevor Willmott Bischöfin von Dover Erzbistum Canterbury im werden würde. Ihre Nachfolgerin als Kaplanin des Sprechers wurde Patricia Hillas.
Der Erzbischof von Canterbury bezeichnete sie als eine der in der Öffentlichkeit wirkungsmächtigsten Priester der Kirche von England. Sie wurde 2013 in der BBC-Reihe 100 Women porträtiert.

## Positionen
Sie vertrat mehrfach die Ansicht, dass Minderheiten in ihrer Kirche unterrepräsentiert seien. Sie selbst sieht sich aber nicht als schwarze Priesterin, sondern als Priesterin, die das Glück hat, schwarz zu sein.
Bezüglich der Homosexualität vertritt sie die Ansicht, dass die Kirche sich zu sehr auf Sexualität konzentriert habe und dabei das wirklich Wichtige aus den Augen verloren habe. Im Übrigen kenne sie genug homosexuelle Paare, die einander in Treue zugewandt seien. Gott habe auch Homosexuelle als solche geschaffen und sie habe sie zu lieben.
Bezüglich des Brexit stellte sie fest, dass sie seit dem Referendum 2016 auch persönlich verstärkt Rassismus erlebe.

## Auszeichnungen
- 2020: Mitglied des Order of the British Empire

## Veröffentlichungen
- The Girl from Montego Bay: The autobiography of Britain’s first black woman bishop, SPK 2025, ISBN 978-0-281-08960-4